# Zone morte

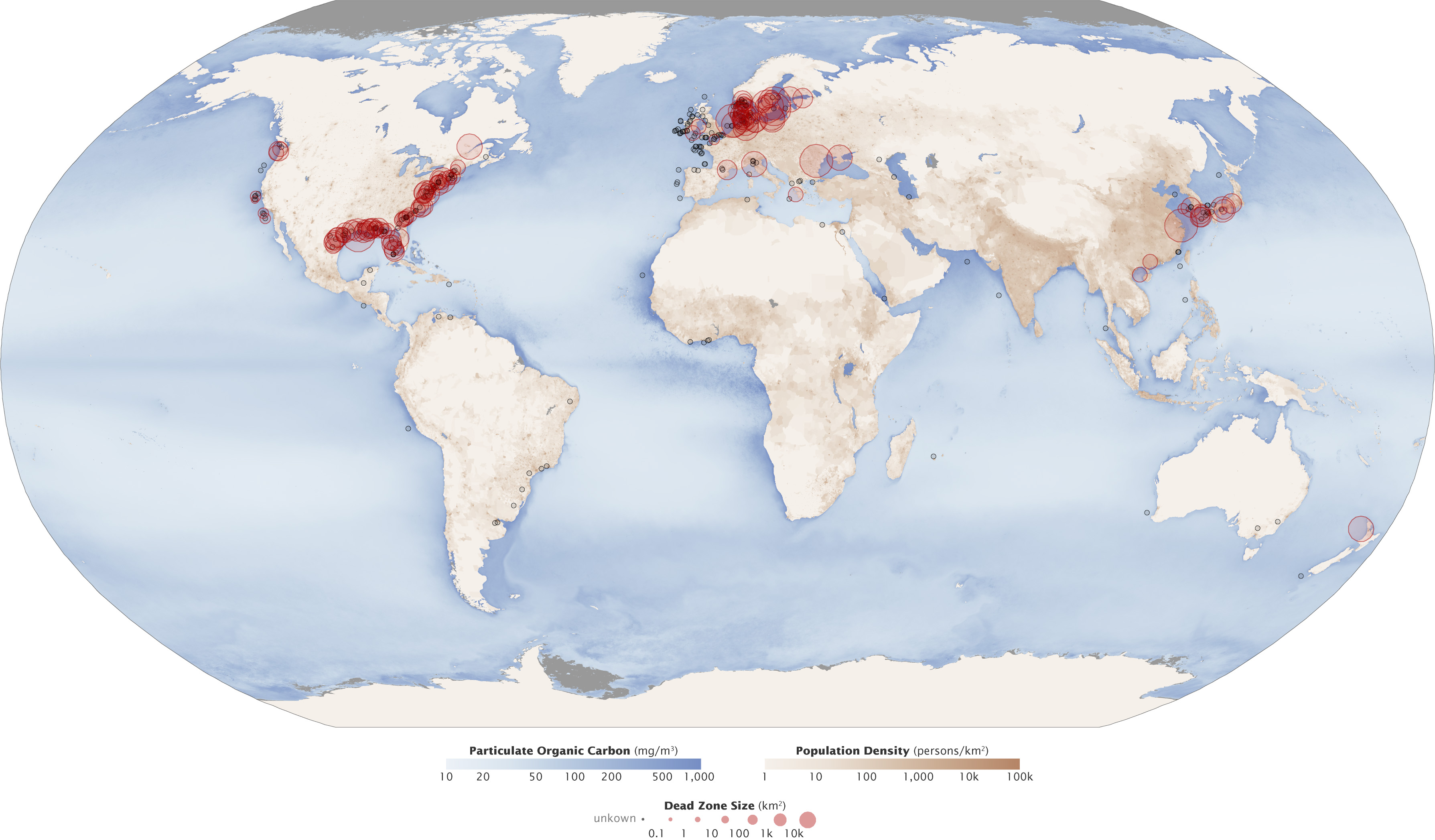
Les cercles rouges indiquent l'emplacement et la taille de nombreuses zones mortes (en 2008). Les points noirs représentent des zones mortes de taille inconnue. La taille et le nombre de zones marines mortes – des zones où les eaux profondes sont si pauvres en oxygène dissous que les créatures marines ne peuvent pas survivre (à l’exception de certaines bactéries spécialisées) – ont augmenté au cours du dernier demi-siècle.

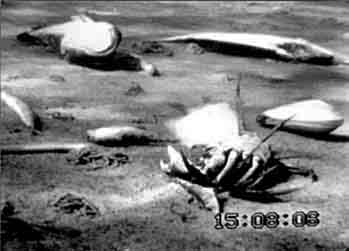
Privés d'oxygène, des organismes meurent, et leur décomposition amplifie le déficit en O_{2}. Ici un fond marin en mer Baltique occidentale.

Une zone morte est une zone hypoxique (déficitaire en oxygène dissous) située dans un environnement aquatique (mers, océans, estuaires, grands lacs, mares, etc.).
Les études conduites en mer Baltique et aux États-Unis depuis la fin des années 1990 montrent que nombre de poissons, dont on pourrait penser qu'ils puissent facilement les fuir, y perdent rapidement connaissance et meurent asphyxiés. Comme on l'a observé au moyen de films pris par des robots,, si dans certains cas, certains poissons semblent pouvoir échapper à la mort, les crustacés tels que homards, langoustes ou crevettes se déplacent trop lentement pour échapper à l’asphyxie. Quant aux moules, huîtres et autres organismes fixés, ils sont condamnés. Les coraux et de très nombreux animaux coloniaux meurent, et leur putréfaction contribue à accentuer le phénomène. Des espèces liées aux détritus et aux zones sans oxygène s'y développent, comme les gobies et les méduses dont certaines pullulent.
En janvier 2018, le groupe de travail international « Global ocean oxygen network » indique dans la revue Science que la proportion de zones de haute mer dépourvues de tout oxygène a plus que quadruplé en 50 ans. Les sites faiblement oxygénés situés près des côtes (incluant les estuaires) ont été décuplés depuis 1950,,.
Ces zones ont des impacts de plus en plus importants sur la pêche et les écosystèmes.
Selon l'IPBES (2019), 400 millions de tonnes de déchets industriels finissent chaque année en mer, qui avec les apports de fertilisants ont augmenté le nombre de zones mortes (passé à 400 en 2016, avec une surface cumulée dépassant 245 000 km2, soit plus que la surface du Royaume-Uni).

## Définitions

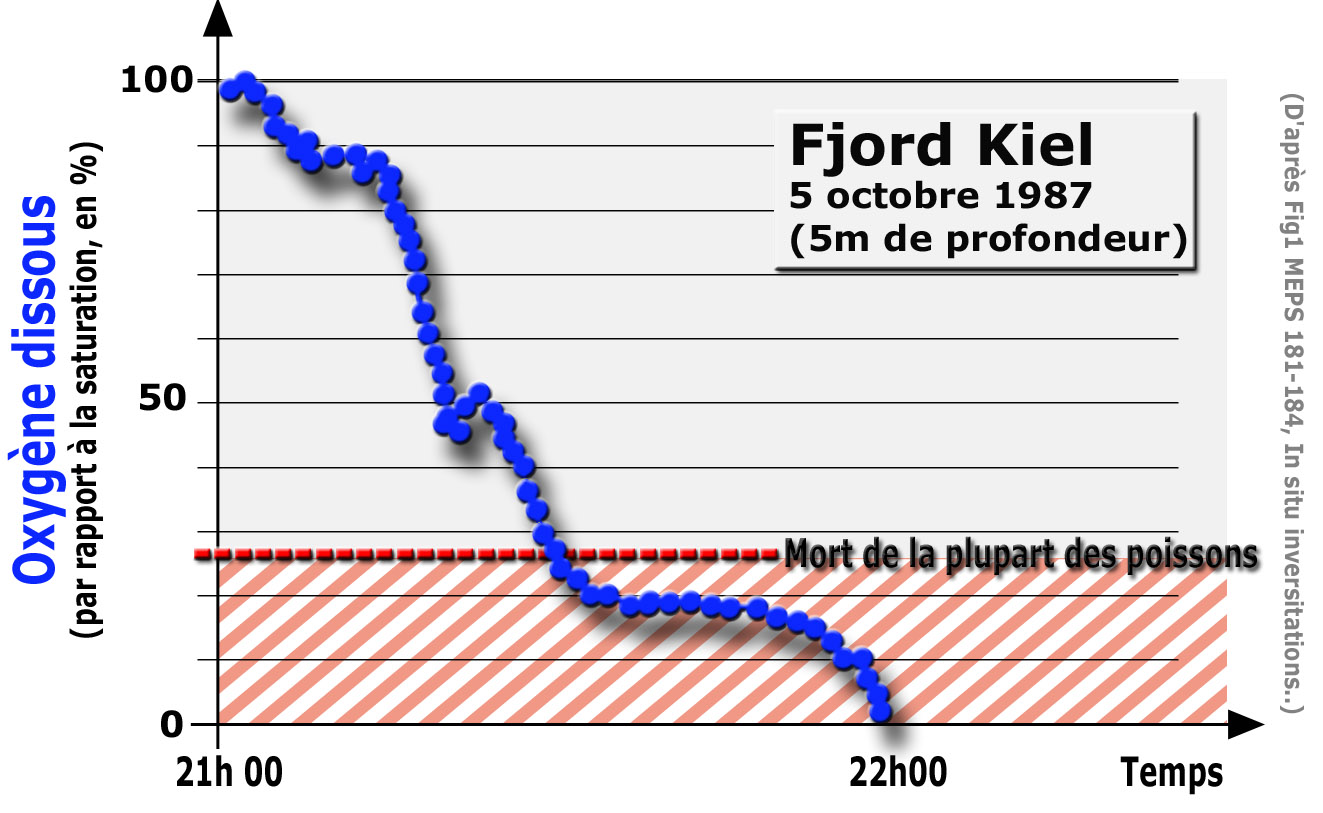
Dans un fjord allemand (Kiel), exemple de phénomène d'hypoxie, puis d'anoxie, la nuit

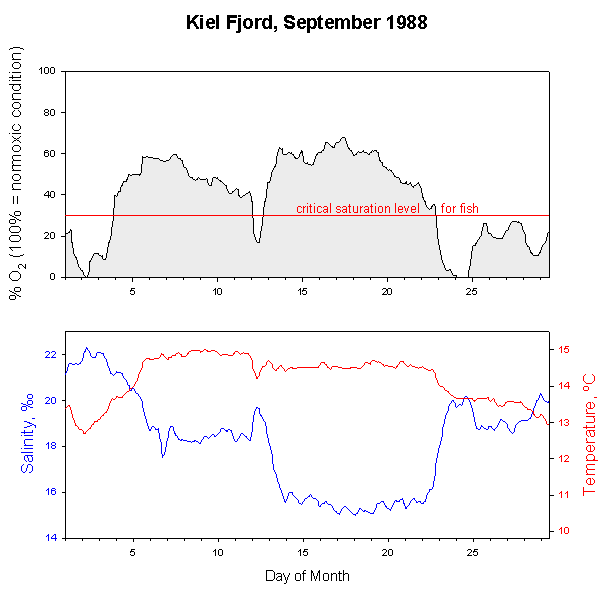
Dans un fjord allemand, influence de la salinité sur certains phénomènes d'hypoxie, puis d'anoxie

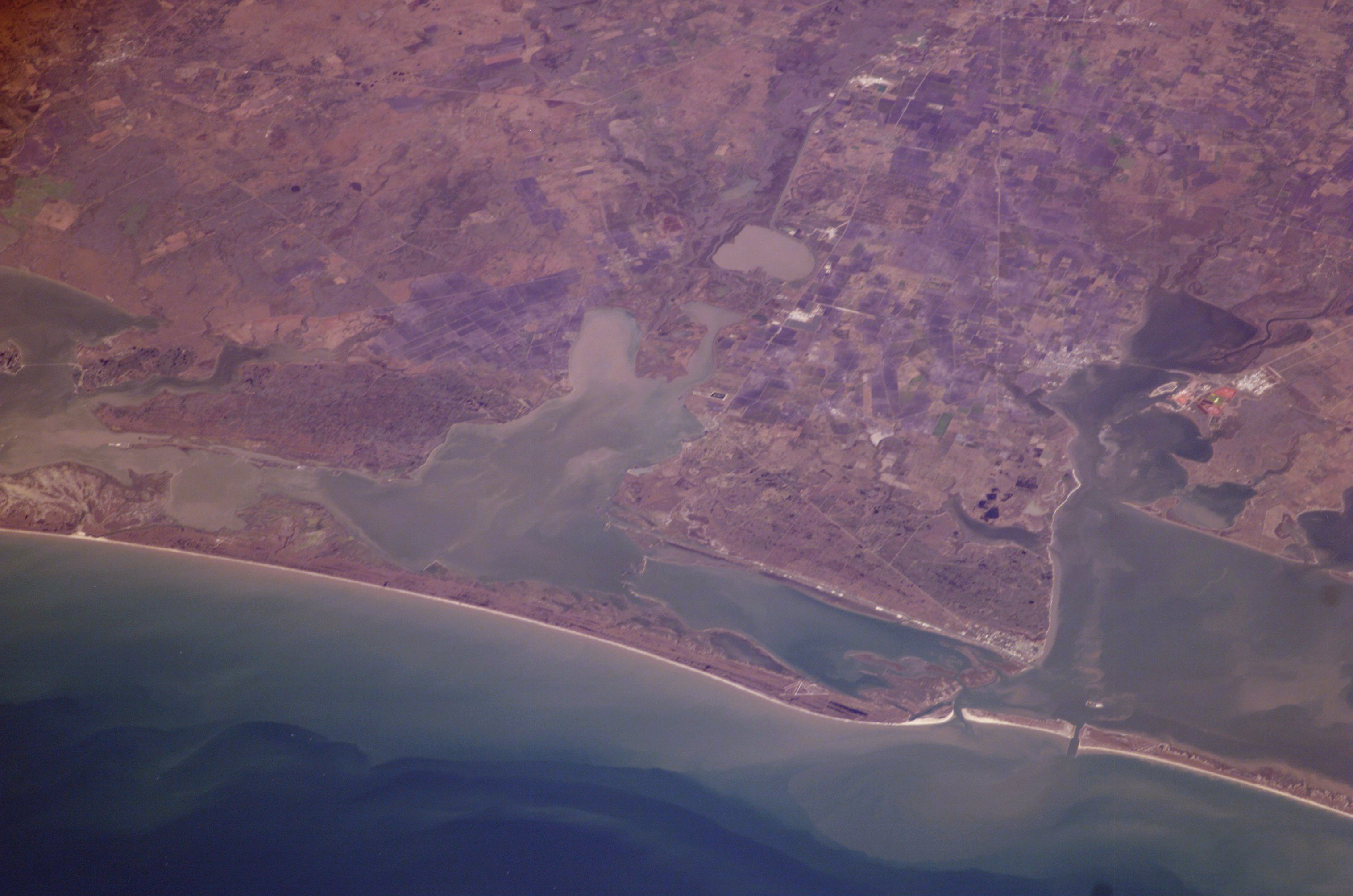
Ce type d'estuaire, presque fermé et abrité du vent et des vagues, est naturellement propice aux phénomènes d'hypoxie et de zone morte (Baie de San Antonio), Texas, États-Unis. (Noter la turbidité de l'eau)

Il existe des zones naturellement anoxiques dans les grands fonds marins, ou au fond de grands lacs là où l'eau est stratifiée et immobile. En mer Noire profonde, une zone morte existe et persiste ainsi sans doute depuis des millénaires.
Dans le passé lointain de la planète, lors des grandes catastrophes bio-géologiques marquées par des extinctions majeures, des zones anoxiques semblent avoir été en jeu, mais à des échelles bien plus vastes et durables (durant plusieurs millions d'années parfois), occasionnant des pertes très importantes (jusqu'à plus de 80 % des espèces vivantes de la planète).
La notion de « zone morte » désigne au XXIe siècle des zones anormalement anoxiques, suffisamment appauvries en oxygène pour tuer par asphyxie tout ou partie de la faune marine (en particulier les animaux fixés et les crustacés et animaux peu mobiles). Dans tous les cas identifiés à ce jour, le phénomène a ou semble avoir pour origine directe ou indirecte des activités humaines.
Ces phénomènes peuvent durer toute l'année, quelques heures ou quelques jours. Le plus souvent, ils durent quelques mois dans l'année, avec un pic au milieu de l'été (juillet dans l'hémisphère nord).
Le dioxygène dissous est exprimé en pourcentage du seuil de saturation, lequel varie selon la température, la pression et la salinité de l’eau, et indirectement selon l'agitation et la stratification des couches d'eau.
- La plupart des espèces dites « supérieures » ont besoin d’une eau riche en dioxygène, à au moins 80 % du seuil de saturation.
- On dit qu'il y a hypoxie lorsque le dioxygène dissous n’est présent que pour 1 % à 30 % de son seuil de saturation dans l’eau ; les formes de vie naturellement présentes dans un milieu oxygéné sont alors perturbées ou tuées. Sous la barre des 30 % du seuil de saturation, la plupart des poissons fuient la zone quand ils le peuvent ou meurent, la décomposition de leur cadavre contribuant à encore consommer l'oxygène dissous restant.
- Le stade d’anoxie est atteint quand le dioxygène dissous est totalement absent. La plupart des formes de vie consommant de l'oxygène disparaissent alors au profit de bactéries et d’organismes fongiques. Certains organismes munis de poumons ou pouvant respirer en surface par la peau ou en « pipant » l'air (comme certains poissons) survivent à une brève période d’anoxie (quelques minutes à quelques heures), mais ils peuvent néanmoins mourir des suites du manque de nourriture ou des toxines produites par la décomposition des organismes dans les zones devenues anoxiques ou très appauvries en dioxygène. En effet, la décomposition de la nécromasse en l'absence d'oxygène est une source de toxines pour le milieu comme la toxine botulique, mortelle pour l’Homme au millionième de gramme.

## Ampleur du phénomène
Un rapport de 2004, repris dans le rapport GEO 2003, présenté aux ministres à l'ONU en 2004, identifie près de 150 zones mortes dans le monde. Un autre rapport, de 2008, dénombrait quant à lui 450 zones mortes.
Klaus Toepfer, directeur exécutif du Programme des Nations unies pour l'environnement (PNUE), notait[réf. nécessaire] à cette occasion que si certaines de ces zones sont de superficie réduite (moins d’un kilomètre carré), d’autres sont devenues très vastes, la plus grande se situant dans les eaux de la mer d'Arabie et atteignant 70 000 km2.
Le nombre et la taille de ces zones augmentent chaque décennie au moins depuis les années 1970 et plus particulièrement depuis la fin des années 1990. Les scientifiques en comptaient en 2003 près de 150 majeures sur la planète, chacune traduisant très probablement des phénomènes graves de dystrophisation marine. Dans certains cas, comme en mer Baltique, en quelques dizaines d'années, toutes les formes de vie supérieure ont disparu, au profit de bactéries très primitives proches de celles qui vivaient il y a plusieurs milliards d'années, avant l'apparition de la vie sur les terres émergées. Une interdiction de la pêche dans tout ou partie de la mer Baltique a été évoquée, mais ne semble pas actuellement politiquement envisageable. La Commission HELCOM tente avec d'autres institutions de limiter ce phénomène à la source en limitant les apports d'engrais et de nutriments sur terre et en étudiant le problème des munitions immergées.
L'observation satellitaire du plancton (par exemple par SeaWiFS ; Sea-viewing Wide Field-ofview Sensor actif depuis 1997) montre une forte progression depuis 1998 de 6,6 millions de kilomètres carrés (15 %) (12 fois la taille de la France) ; l’Atlantique Nord étant la zone où les déserts océaniques ont progressé le plus vite (+ 8,3 % par an). Le phénomène semble s'accompagner d'une descente vers le sud des populations de marsouins et dauphins.

## Causes du phénomène
Dans un premier rapport pour l'ONU, les experts ont identifié comme première cause les apports de fertilisants agricoles, les apports de nutriments et de matière organique induits par la dégradation et l'érosion croissante des sols agricoles ou déboisés, dans un contexte d'agriculture de plus en plus intensive. Le rapport OSPAR 2002 sur l'état de santé des écosystèmes pointe plus particulièrement l'azote comme responsable.
Ces apports contribuent à augmenter la DCO (demande chimique en oxygène) et la DBO (demande biologique en oxygène) bien au-delà de ce que le milieu peut fournir la nuit à partir des réserves d'oxygène dissous dans l'eau, et parfois de jour tant l'eau est chargée de matières consommant de l'oxygène.
Mais tout apport important de matières organiques (inondation/crues, boue de curage, mobilisation de sédiments par exemple par la construction d'un port, par une carrière sous-marine, ou plus simplement par le chalutage) dans un milieu aquatique est susceptible d'entraîner une raréfaction de l'oxygène dans le milieu, d’autant plus que la mobilité horizontale et surtout verticale (thermocline) de l’eau est basse, c’est-à-dire là où les masses d'eau sont stratifiées (dans les fjords par exemple) et lorsqu’elles le sont.
En mer, des phénomènes locaux et saisonniers d’appauvrissement en oxygène existent naturellement localement à des périodes de l’année ou l’eau se stratifie (été, automne, lors de la formation d’une thermocline), mais les apports anthropiques les aggravent considérablement. Des données danoises citées par OSPAR montrent que dans les eaux stratifiées du Kattegat, où un déficit grave en oxygène est fréquemment mesuré, c'est la charge en azote qui a le plus d’impact sur ce phénomène. L'agence danoise de protection de l'environnement a calculé qu’une diminution de 50 % de la charge réelle d'azote aboutirait à une diminution de près de 50 % de la durée des phénomènes d'anoxie dans ces zones.
Pour la zone OSPAR, des anoxies graves sont constatées dans de nombreux estuaires, baies et fjords, dans la mer des Wadden, le Kattegat et l'est du Skagerrak.
L’export en mer de sédiments de curage portuaire, fluvial ou d'estuaire a également un impact : on a ainsi constaté, aux époques de stratification, dans l'estuaire extérieur de la Clydeet dans la baie de Liverpool des anoxies temporaires, toutes deux imputables à l'immersion de boues issues de curage,.
Divers facteurs aggravent ces effets
- pollutions diverses, principalement industrielles, urbaines et automobiles.
- Le manque de réseaux de collecte et d'épuration des eaux usées dans les régions densément peuplées participe sans doute aussi au phénomène, mais ne peut expliquer à lui seul la répartition de ces zones.
- Dans certaines régions du monde, les taux d’azote dissous dans les pluies augmentent également fortement (notamment depuis l’usage de l’épandage d’engrais azotés liquides sur les champs). De même, les pluies acides solubilisent plus de nutriments, qui sont emportés à la mer ou dans les lacs. Les grandes inondations sont également plus fréquentes, souvent pour des causes humaines (pratiques agricoles, remembrements, perte de matière organique des sols et imperméabilisation croissante des surfaces habitées). La combinaison de ces trois phénomènes accélèrent les apports de matières eutrophisantes en mer.
- La turbidité augmente alors, au point d'empêcher les rayons solaires de pénétrer l'eau. La photosynthèse planctonique est inhibée et ni les rayons ultra-violets solaires, ni l'oxygène ne jouent plus leur rôle de « désinfectant » naturel.
- Diverses pollutions, par les pesticides, par les métaux lourds, par les hydrocarbures et localement par des polluants chimiques issus de l'immersion de déchets, peuvent exacerber le phénomène en inhibant également la photosynthèse et/ou en tuant un grand nombre de plantes ou d'autres organismes.
- Localement, un lien possible avec l'impact de fermes marines aquacoles a été évoqué.
- L'utilisation de boules d'amorces riches en matière organique par les pêcheurs en eau douce fermée ou à courant lent est également une cause majeure d'eutrophisation et d'anoxie des eaux non superficielles.
- Enfin, une cause possible ou additionnelle, non citée par le rapport de l'ONU, mais décrite par la Commission OSPAR pourrait être explorée, en Baltique notamment ; il s'agit de possibles impacts différés de l'immersion massive dans le passé de munitions conventionnelles et chimiques.
En effet des millions de munitions non utilisées ou non explosées (dont chimiques) ont été jetées en mer depuis la fin de la Première Guerre mondiale (1914-1918). Un rapport de l'OSPAR[14] adressé en 2005 par les États-membres à la Commission OSPAR a listé pour la première fois 148 sites officiellement reconnus par les États-membres de la Convention OSPAR comme zones de décharge sous-marine de munitions. Trente de ces zones ont exclusivement reçu des armes chimiques, et trois sont déclarées avec un contenu « inconnu ». Il se trouve que les zones connues d'eutrophisations et certaines zones mortes majeures (en Manche/mer du Nord et Baltique notamment) coïncident avec des zones importantes d'immersion ou avec les zones qui seraient touchées par leur panache de diffusion s'il y avait fuite de toxiques. Si certaines munitions ont commencé à fortement se dégrader et/ou à fuir, le cuivre et les métaux lourds qui les composent, ainsi que les toxiques de combat que certains contiennent, pourraient localement être impliqués dans la mort du plancton et d’autres organismes. Des études (HELCOM) ont montré une augmentation nette de certains polluants (arsenic par exemple) à proximité de certains dépôts (en mer Baltique par exemple), alors que dans d'autres cas (Zeebruges) pas ou peu de traces ont été décelées dans une zone à fort courant. L'impact des produits toxiques qu'ils contiennent est très difficile à modéliser. Du phosphore peut être présent dans certaines munitions, et des nitrates composent une grande partie de l'explosif des douilles de nombreux types de munitions immergées depuis un siècle. Les photographies prises sur certains sites montrent des douilles rongées et aujourd'hui vides, qui laissent supposer que leur contenu a bien été solubilisé dans la mer. (Voir Munition immergée pour plus de détails)
En 1995, des experts réunis par l'OTAN avaient prévenu que les obus commenceraient probablement à fuir vers 2005. Mais si d'importants efforts sont faits en Russie et au Canada notamment pour dépolluer des décharges militaires, aucune mesure de récupération ne semble avoir été tentée en mer. Les raisons en sont le coût et les risques induits par de telles opérations, et le manque d'unités industrielles capables de détruire et de décontaminer ces matériels en grande quantité.

## Effets sur la reproduction des poissons
Non seulement certains animaux qui survivent ont un poids anormalement bas, mais ils se reproduisent mal ou pas du tout.
Il était délicat de différencier l’impact du manque d’oxygène des impacts éventuels des pesticides, métaux ou de la turbidité parfois associés aux zones mortes, mais on sait maintenant que l’hypoxie a chez les poissons et d’autres organismes des impacts sur la reproduction (diminution de la taille des organes reproducteurs, du nombre d’œufs et de la fertilité), et que des phénomènes hormonaux peuvent être en cause.
Une étude de l'université du Sud-Est de la Louisiane a porté sur des killies (petits poissons rivulidae Cyprinodontidae très résistants et faciles à élever en aquarium). Ils ont été étudiés dans trois baies alimentées par des estuaires de fleuves côtiers du littoral du golfe du Mexique.
Les chercheurs ont constaté chez les killies exposés à l'anoxie dans ces estuaires une forte diminution du poids et de la taille des organes reproducteurs quand ils vivaient dans des eaux dont les taux d’oxygène n’étaient que de 1 à 2 parties par million (ppm), et ceci à partir de 3 heures par jour passées à vivre dans cette eau.
- Les gonades mâles présentaient une taille inférieure de 34 % à 50 % à celles des poissons de la même espèce et du même âge vivant dans une eau normalement oxygénée (de 6 ppm à 8 ppm).
- Les ovaires des femelles étaient moitié moins grands que ceux des femelles vivant dans une eau normalement oxygénée, avec un nombre d'œufs en moyenne sept fois inférieur à la normale.

L'université du Texas a, en Floride, étudié le Micropogonias undulatus (Atlantic croaker en anglais). C'est un poisson commun dans la baie de Pensacola, baie relativement fermée et protégée des vents, partiellement isolée de la mer par un isthme et une île qui forme un cordon au sud de la baie. Cette baie reçoit dans sa partie en amont, les eaux de trois petits estuaires situés au nord-est de la ville de Pensacola). Elle connaît chaque année des conditions d’hypoxie les mois d’été.
Aucun des poissons exposés à un déficit en oxygène dans l'estuaire ne s’est reproduit à l’époque prévue, ni même plus tard.
L’étude a conclu en 2004 que c’était en raison du manque d’œufs viables chez les femelles, et faute de sperme mature chez les mâles,
Pour vérifier que le manque d'oxygène pouvait interférer avec le succès reproductif, des poissons ont été élevés en laboratoire en condition hypoxique. Ils ont effectivement produit des taux anormalement bas d’hormones sexuelles, ce qui peut également expliquer la taille anormalement petite des organes reproducteurs observée chez les poissons vivant dans les zones d'hypoxie.
L'hypoxie favorise la surexpression de deux gènes impliqués dans la production d’une protéine produite en conditions légèrement asphyxiantes ((en) hypoxia-inductile factor, HIF). En condition hypoxique, la HIF s’apparie chez ces poissons avec une autre protéine (l’ARNT). Ensemble, elles se lient à l'ADN cellulaire pour y activer certains gènes qu’on suppose utiles pour une meilleure survie de l’animal.
Lorsque la teneur de l’eau en oxygène est normale, l’ARNT se combine avec l'œstrogène pour activer certains gènes. Or, des cellules cultivées en conditions hypoxiques en tubes à essai ne réagissent plus à l'œstrogène ; la HIF semble rendre l’ARNT indisponible. Il ne peut plus interagir avec l’œstrogène, ce qui inhibe le processus normal de la reproduction.

## Mécanismes de formation
L'hypothèse la plus consensuelle est que les nutriments d'origine agricole, industrielle et issus des transports, ainsi que des déchets apportés en mer par les fleuves ou les pluies ou qui y ont été directement immergés durant des décennies s'accumulent, se concentrent ou stagnent dans des conditions et zones particulières. Une forte eutrophisation conduit à une dystrophisation et donc à un état d’anoxie qui finit par éloigner et/ou tuer toutes les espèces supérieures dont poissons, crustacés et coquillages nécessaires à la survie d’une part importante de la population humaine. Les herbiers marins sont également touchés dans ces zones mortes.
Les seuils d'hypoxie varient légèrement selon les régions (l'oxygène se dissout mieux dans l'eau froide, et les poissons des régions chaudes ont des besoins parfois moindres en oxygène). On estime généralement qu'il y a hypoxie (chronique, accidentelle ou saisonnière) quand les taux d'oxygène dissous chutent sous les 2 ou 3 milligrammes par litre (mg/L), la normale pour un littoral variant de 5 à 8 milligrammes par litre. Hormis quelques poissons disposant de poumons ou respirant par la peau (anguille, par exemple), la plupart des poissons ont des difficultés respiratoires en dessous de 5 mg/L.
La situation peut brutalement basculer d'une situation apparemment saine et stable vers la mort des écosystèmes les plus riches et complexes, en quelques années parfois.
Des phénomènes complexes liés aux apports de fonte de neige au printemps et aux différences de température et de salinité qui en résultent jouent probablement localement (en mer Baltique par exemple) aussi un rôle mal compris.
La zone morte peut être éloignée de la zone d'où provient la surabondance de nutriments ou le polluant responsable. Le rapport OSPAR QSR 2000 estime que de l'eau enrichie en nutriments et en matière organique peut ainsi être transportée des côtes sud de l'Angleterre et du littoral français de la mer du Nord vers les eaux norvégiennes où elles pourraient être en partie responsables de l'eutrophisation du Skagerrak (zone profonde de la mer Baltique).
Au large du littoral du Cap Perpetua (Oregon), une zone morte a été observée chaque année de 2002 à 2005 et confirmée en 2006 (sur environ 300 miles carrés) puis en 2007. Elle concerne une importante colonne d'eau. Des grands crustacés meurent dans les casiers de pêche. Sur les plages, la mer dépose les cadavres de nombreux animaux morts asphyxiés, dont quantité de crabes. Et pour la première fois, mi-2006, de très faibles teneurs en oxygène étaient également enregistrées dans les eaux côtières jusqu'au large de Washington. Des records d'anoxie ont été mesurés à 180 pieds de fond (jusqu'à 0,46 ml/L d'oxygène dissous), mais aussi à des profondeurs intermédiaires ; 1 ml/L d'oxygène dissous, à 45 pieds (sachant que les poissons et de nombreuses espèces s'asphyxient en dessous de 1,4 ml/L).
Un robot sous-marin a filmé mi-2006 un cimetière de crabes morts et un tapis de vers en décomposition à proximité des récifs de Perpetua au sud de Newport, alors que les pêcheurs rapportaient la présence d’un nombre exceptionnellement élevé de sébastes qui semblent avoir fui la zone morte - dans des secteurs où ils sont habituellement absents. Une nouvelle vidéo en mai 2007 a montré que les sébastes étaient revenus, mais pas les animaux moins mobiles (concombre de mer, actinie, etc.)
L’été 2006, une étude portant sur 12 miles carrés a mis en évidence un taux d’oxygène 6 fois inférieur à la normale dans cette zone. La situation était encore plus grave en 2006, avec une zone morte qui s’est pour la première fois étendue du sud de l’Oregon à l’extrémité de la péninsule olympique de Washington (soit près de 300 miles), touchant également le sanctuaire marin de l’Olympic Coast National Marine Sanctuary.
Dans ce cas précis, l’apport local et massif d’eutrophisants agricoles semble hors de cause, et s’il ne s’agit pas de nitrates perdus par des déchets ou des munitions immergées, la seule explication semble être une conjonction particulière entre trait de côte, changement de l'intensité et de la synchronisation des vents côtiers (changements prévus par les modèles mathématiques du changement climatique dans cette zone) et courants particuliers.
Il semble que vents et courants font remonter du fond une quantité inhabituelle d'eau riches en nutriments, mais très pauvre en oxygène qui forme une vaste zone morte au large. Puis en été, depuis 2002, une configuration également inhabituelle de vents et de courants pousse cette masse d'eau vers la côte où elle asphyxie la faune,. Ces eaux dopent la croissance du plancton, provoquant un bloom planctonique et une dystrophisation grave du milieu lorsque ce plancton meurt asphyxié. Les chercheurs n'ont pas pu mettre en évidence de lien avec des cycles tels qu'El Niño.
La température et/ou la salinité sont des cofacteurs qui jouent ; d'abord parce que l'eau tiède perd naturellement son oxygène et ensuite parce que les variations de température et de densité peuvent conduire à des stratifications de couches de températures différentes, certaines pouvant durablement rester très appauvries en oxygène.
Ce phénomène vaut pour certains lacs. Par exemple, le lac artificiel du barrage de Petit-saut en Guyane, qui a noyé des millions d'arbres présente une couche superficielle d'eau douce normalement oxygénée (sur 3 m d'eau environ) où tout paraît normal, au-dessus d'une masse d'eau très appauvrie où la vie est beaucoup plus réduite.

## Réversibilité
Si le phénomène est temporaire, et qu'il ne se reproduit pas tous les ans, une certaine résilience écologique semble a priori possible. Elle sera facilitée par la présence d'un continuum biologique et la proximité de zones riches en biodiversité (noyaux de recolonisation, qui peuvent par exemple être des réserves naturelles sous-marines). Néanmoins, le « retour à la normale » demandera du temps ; un temps variable selon la richesse antérieure et la sensibilité du milieu, selon son degré d'insularité écologique et selon l'ampleur et la durée du phénomène de zone morte, car une fois que la source de nutriments est maîtrisée, il faut aussi le temps que les excès d'azote et de phosphore soient recyclés ou dilués par l'écosystème, ce qui est plus long pour le phosphore que pour l'azote.
D'autre part, dans les cas les plus graves, le patrimoine génétique et écologique perdu, qui constitue un élément essentiel de la biodiversité, l'est définitivement. D'autres individus et d'autres colonies, éventuellement appartenant à d'autres espèces, viendront remplacer ceux qui ont disparu, en commençant par les espèces pionnières et celles qui se déplacent facilement. Si la zone morte était autrefois un lieu de biodiversité abritant, par exemple, les derniers échantillons de certaines espèces endémiques, ces dernières ne réapparaîtront pas.
Enfin, la réversibilité n'est possible que quand on peut intervenir sur la source du problème, ce qui n'est pas le cas lorsque comme en Orégon, les causes semblent liées à des changements de grande ampleur, de type climatique.

## Situation en 2004
Les zones mortes sont « la grande menace du XXIe siècle pour les stocks de poissons » titrait un communiqué de l’ONU émis à Nairobi le 29 mars 2004 lors de la huitième session extraordinaire du Conseil d’administration du PNUE et du Forum ministériel mondial sur l’environnement.
Les écologistes et les gestionnaires de ressources halieutiques sont particulièrement préoccupés par la mer Baltique et le golfe du Mexique où, malgré quelques améliorations locales, la situation globale ne cesse de se dégrader depuis les années 1980.
Selon Gary Schaffer (Université du Danemark), ces zones mortes s'étendaient déjà sur 1 million de kilomètres carrés. Selon lui, elles pourraient s'étendre sur une surface 7 fois plus grande avec quelques degrés de plus (pour comparaison la France mesure (675 000 km²).

## Localisation
Des phénomènes locaux de déplétion de l’oxygène ont existé dans la période historique avant l’arrivée des engrais de synthèse. Ils semblent induits par des aléas météorologiques exceptionnels, de grands déboisements ou des pics d’érosion après incendies.
Ainsi des traces « fossiles » d’organismes tolérants aux faibles teneurs en oxygène de l’eau ont été détectées dans les sédiments récents, en aval de l’estuaire du Mississippi, indiquant que quatre événements hypoxiques y ont eu lieu avant l'arrivée des engrais chimiques. La datation de ces évènements mémorisés par les sédiments semble dans ces quatre cas correspondre aux records historiques de crue du fleuve, enregistré par des instruments de Vicksburg (Mississippi).
Les premières zones mortes ont été localisées dans les années 1970 aux États-Unis (avec notamment la baie de Chesapeake) et en mer Baltique, dans le Kattegat, puis en mer Noire et dans le nord de la mer Adriatique. Leur nombre a été initialement sous-estimé, car on ne les a recherchées que dans les pays riches et uniquement là où elles avaient déjà un impact économique évident sur la pêche. Celle du golfe du Mexique, très pollué par les eaux du Mississippi qui draine le Midwest agricole a été très étudiée et l'est encore, pendant que d’autres zones naissaient ou étaient découvertes.
Depuis, d’autres zones mortes d'ampleur et de durée annuelle variables ont été recensées par dizaines dans les fjords scandinaves, en Amérique latine, en Chine, au Japon, en Australie du sud-est, et peut-être en Nouvelle-Zélande ; ce dernier pays est peu peuplé (4 millions d'habitants), mais il a été fortement déboisé, a développé un élevage localement intensif de moutons, connaît une pêche intensive au large (poissons de grands fonds en particulier) et connaît des problèmes locaux de carrières, de décharges, de pollution et d’épuration des eaux usées, mais ces problèmes le touchent à une échelle bien moindre, rapportée à sa surface, que les autres pays riches ou en développement (Chine, Inde…). Son environnement marin est réputé être parmi les plus épargnés de la planète, d'autant que ce pays n’utilise a priori que peu de nitrates et pollue faiblement par le phosphore. Néanmoins, pour des raisons encore mal comprises, les eaux de surface de la zone sub-antarctique contiennent de l'azote et du phosphore à des taux aussi élevés, voire plus, qu’au large de l’Europe. Certains auteurs estiment qu’on ne peut pas encore parler de zones mortes pour ce pays, mais de simples blooms planctoniques,. Le dernier rapport de l’ONU n’a d’ailleurs pas inclus la Nouvelle-Zélande dans les régions touchées.
L'ONU, dans le cadre de son Programme de protection de l'Environnement marin contre les apports anthropiques, encourage une surveillance et un traitement volontaire de la pollution par les nitrates (Exemples).
Des zones de baisse de concentration en oxygène ont également été récemment détectées dans l'est de l'océan Pacifique tropical et dans le nord de l'océan Indien, a priori dans des zones où la circulation de l’eau est trop faible pour rapidement remplacer l'oxygène consommé par les espèces vivantes ou par la demande biologique en oxygène,.
En France, une zone morte a été observée en baie de Douarnenez signalée par Google Earth avec OSPAE 2003 comme source, et le Virginia Institute of Marine Science, se basant sur les travaux du Pr Robert Diaz et de Rosenberg de l'université de Gothenburg en Suède.

## Impact économique
L'impact économique n'a pas été évalué, mais semble considérable pour la pêche. L'hypoxie est, par exemple, jugée responsable de l'effondrement des populations de crevettes dans le golfe du Mexique, des homards dans le Kattegat (Norvège) et d’une réduction générale de la ressource halieutique en mer du Nord, et plus encore dans les mers fermées (mers Noire et Baltique).
À titre d'exemple encore, en aval de l’estuaire du Mississippi, les pêcheurs de Louisiane se plaignent en 2006-2007 de l’extension de la « zone morte du golfe du Mexique » (sa surface a doublé en 22 ans de 1985 à 2007). Les chercheurs qui l’étudient estiment qu’il y a un lien entre les records d’anoxie de juillet 2007 et les records de surface plantées en maïs (En 2007, la plus vaste surface de maïs (généralement OGM) jamais plantée aux États-Unis l’a été « grâce » aux détaxations et subventions aux agrocarburants et en particulier à l’éthanol. Cette politique vise à rendre le pays moins dépendant des importations de pétrole, et à diminuer ses émissions de gaz à effet de serre. Le maïs OGM est cultivé avec des engrais azotés, traité avec des quantités croissantes d'Atrazine (désherbant), et il émet la toxine Bt dans sa rhizosphère (le Bt est susceptible d’être lessivé par les pluies sur les sols sensibles à l’érosion).
Comble d’ironie, cette zone morte, dont la taille en 2007 atteint la surface de l’État du New Jersey, émet d’importantes quantité de gaz à effet de serre (méthane, dioxyde de carbone) que les agrocarburants étaient justement censés réduire.
En juillet 2007, les chercheurs craignaient de voir cette zone morte atteindre plus de 22 000 km2. La plupart des poissons y meurent ou la fuient, et les crevettes, autrefois abondantes, y meurent asphyxiées. En juillet 2007, Nancy Rabalais, pilote de l’équipe de chercheurs du Louisiana Universities Marine Consortium qui étudie cette zone, estimait que les engrais azotés utilisés pour ce maïs sont en grande partie responsables de cette extension, et elle note que « si cela se produisait au milieu du pays, les gens seraient outrés ».
La filière pêche est la plus directement affectée : elle est en Louisiane la seconde en importance pour les États-Unis (derrière l'Alaska). Elle produisait les premiers tonnages de crevettes, d'huîtres et d'écrevisses (selon les statistiques officielles), mais le nombre de pêcheurs de crevettes a, dans cet État, chuté de 40 % de 2001 à 2007.
Depuis 1990, après un pic de 46,9 millions de kg, les débarquements de crevette brune en Louisiane et au Texas ont régulièrement décliné, au fur et à mesure que la zone d'hypoxie augmentait.
De plus, là où les crevettes survivent, elles sont de taille plus petite. Le poids moyen des crevettes a diminué de 23 pour cent en 10 ans (de la fin des années 1980 aux années 1990) dans cette région.
Un groupe de travail associant l'Agence de protection de l'environnement des États-Unis (EPA) et des scientifiques, des agences d'État et des agences fédérales s’est fixé en 2001 un objectif de réduction de la taille de cette zone à 2 000 miles2, mais les recommandations de ce groupe sont peu suivies, dans un contexte qui incite les agriculteurs à planter sans précautions (ce maïs n'est pas alimentaire, et les primes aux raffineurs, aux distributeurs et aux détaillants de carburant sont très incitatives). La promotion de l’éthanol par le gouvernement des États-Unis et tous les États (subvention de l’Alabama, par exemple) n’a jamais été aussi intense qu’en 2007.

## Perspectives
Des écologistes et l'ONU craignent en 2004 l’émergence ou l’aggravation de ce type de problème en Asie, Amérique latine et Afrique, à cause de la croissance rapide de l'industrialisation et de l'agriculture intensive. Le réchauffement global pourrait également contribuer au phénomène via l’augmentation des précipitations et la hausse des températures marines. Le choléra, certaines formes de botulisme ou d’autres maladies pourraient être favorisés par ce phénomène qui, par ailleurs par les émissions de CO2 et de méthane qu’il provoque, contribue à l’effet de serre.
Recherche : un programme CNES – ESA – NASA est en préparation en Méditerranée (Moose 2) qui utilisera le satellite, mais aussi des bouées dites « Boussole » (« Bouée pour l’acquisition d’une série optique à long terme »).

## Engagements internationaux
Des accords géographiques, comme OSPAR et HELCOM, incitent à étudier ces situations et aussi à y remédier.
Exemples
- Un accord sur le Rhin en Europe visait une diminution de 50 % des taux d’azote apportés en mer, mais en 2004, il n’avait été réduit que de 37 %.
Aux États-Unis, on craint que les subventions aux agrocarburants se traduisent par une utilisation accrue d'engrais azotés et phosphatés.
- En Europe, en 1998, l'OSPAR a adopté une stratégie de lutte contre l'eutrophisation (Numéro de référence OSPAR 1998-18), incluant l'objectif de « combattre l'eutrophisation dans la zone maritime d'OSPAR » pour « parvenir à maintenir un milieu marin sain où les phénomènes d'eutrophisation ne se produiront pas ». Le calendrier OSPAR prévoyait de rétablir une situation normale avant 2010.
- Les pays baltes sont engagés par HELCOM à réduire la pollution de la mer Baltique.
- Directives européennes : La directive-cadre sur l'eau et la directive Nitrates devraient contribuer à réduire à la source les polluants eutrophisants marins, puisqu'elles incluent dans leur champ d'action et dans leurs objectifs tant les eaux douces que salées et saumâtres avec l'objectif de retrouver un bon état écologique des eaux. L'application de la directive nitrate a été très difficile, notamment les premières années avec les critères d'établissement de zone vulnérable qui n'ont pas été respectés dans certaines régions d'agriculture intensive (nord de la France, par exemple), mais son application semble s'améliorer, avec de premiers effets visibles.